# トラディション・レコード
トラディション・レコード (Tradition Records) は、かつて1955年から1966年まで存在していた、アメリカ合衆国のフォーク・ミュージック専門のレコードレーベル。
このレーベルを1956年に設立し、資金的に支えていたのはグッゲンハイム家の遺産を継承したダイアン・ハミルトンであった。社長として経営に当たっていたパトリック・"パディ"・クランシーは、その後ほどなくして、弟たちリアムとトム、トミー・メイケムとともに、クランシー・ブラザーズ&トミー・メイケムという新しいアイリッシュ・フォーク・グループを結成した。リアム・クランシーは、トラディション・レコードのカエデの葉をあしらったロゴタイプをデザインした。コロンビア大学の教授であったケネス・ゴールドステイン (Kenneth Goldstein) も、もともとはニューヨークのグリニッジ・ヴィレッジで始まった会社の立ち上げの動きの初期に関わりがあった。
クランシー・ブラザーズをはじめ、オデッタやジーン・リッチーなどの人気がアメリカン・フォーク・ミュージック・リバイバルの動きの中で高まると、レーベルは大きな利益を生み出すようになった。1961年にクランシー・ブラザーズがコロムビア・レコードと契約を結ぶと、パディ・クランシーは会社の日常業務からは離れることになった。1966年、レーベルの所有者となっていたクランシー・ブラザーズ&トミー・メイケムは、トラディション・レコードのカタログを、エベレスト・レコードに売却した。エベレストは、トラディションの音源を、何の注釈もないまま、でたらめに並べ替えて再発売した。後に、ライコディスクが権利を買い入れて、一部の音源をトラディションのロゴを用いて再発売した。しかし、そのうちのいくつかは、もともとトラディションの音源ではなく、実はエベレストのカタログから抜き出されたものであった。ディジー・ガレスピーや、エロル・ガーナー、コールマン・ホーキンス、ジミー・ウィザースプーンは、トラディションでは録音を行なっていないが、彼らのアルバムの後年の再発盤は、あたかも彼らがトラディションで録音を行なっていたかのように示唆している。
トラディションのカタログの大部分は、CDやデジタル・ダウンロードで再発売されている。ジョン・ジェイコブ・ナイルズは、長い間、ほとんど忘れられた存在となっていたが、ボブ・ディランのドキュメンタリー『ノー・ディレクション・ホーム (No Direction Home)』が放送されたのを機にナイルズのアルバムを求める声が殺到した。トラディションに残されていたナイルズの2枚のアルバムは、その後、再発売された。

## おもなディスコグラフィ

### TLPシリーズ
- TLP 501: Siobhán McKenna, John Neville, Tom Clancy: The Countess Cathleen
- TLP 1001: Isla Cameron: Through Bushes And Briars (Songs From The British Isles) (1956)
- TLP 1002: Hillel and Aviva: Songs Of Israel and Many Lands (1956)
- TLP 1003: Ed McCurdy: A Ballad Singer's Choice (1956)
- TLP 1004: Liam Clancy, Tommy Makem, Sarah Makem, Paddy Tunney, Padraig O'Keeffe: The Lark in the Morning (1956)
- TLP 1005: Paul Clayton: Whaling and Sailing Songs from the Days of Moby Dick (1956)
- TLP 1006: The Clancy Brothers and Tommy Makem: The Rising of the Moon: Irish Songs of Rebellion (1956)
- TLP 1007: Various artists: Instrumental Music of the Southern Appalachians  1976
- TLP 1008: El Nino De Ronda: The Real Flamenco  1969
- TLP 1009: John Langstaff: Sings American and English Folk Songs and Ballads
- TLP 1010: Odetta: Odetta Sings Ballads and Blues    1957
- TLP 1011: Jean Ritchie & Paul Clayton: American Folk Tales and Songs 1956
- TLP 1012: Norman Notley and David Brynley: Elizabethan Songs (1956)
- TLP 1013: Seamus Ennis: The Bonny Bunch of Roses (1956)
- TLP 1014: Oscar Brand: Laughing America (1956)
- TLP 1015: Ewan MacColl and Peggy Seeger: Classic Scots Ballads (1956)
- TLP 1016: A. L. Lloyd: The Foggy Dew and other Traditional English Love Songs (1956)
- TLP 1017: Colyn Davies: Cockney Music Hall Songs & Recitations (1956)
- TLP 1018: Kossoy Sisters: Bowling Green and Other Folk Songs from the Southern Mountains
- TLP 1019: Glenn Yarbrough: Come and Sit by My Side  1957
- TLP 1020: Various artists: Negro Prison Songs   1958
- TLP 1022: Oscar Brand: Pie in the Sky  1967
- TLP 1023: John Jacob Niles: I Wonder As I Wander - Carols And Love Songs
- TLP 1024: Mary O'Hara: Songs of Ireland
- TLP 1026: Ewan MacColl and A. L. Lloyd: Blow Boys Blow  1960
- TLP 1031: Jean Ritchie:  Carols of All Seasons
- TLP 1032: The Clancy Brothers and Tommy Makem: en:Come Fill Your Glass with Us
- TLP 1033: Robin Roberts: Come All Ye Fair and Tender Ladies
- TLP 1035: Lightnin' Hopkins: Country Blues  1959
- TLP 1036: John Jacob Niles: An Evening with John Jacob Niles  1959
- TLP 1037: Theodore Alevizos: Songs of Greece  1960
- TLP 1040: Lightnin' Hopkins: Autobiography in Blues    1960
- TLP 1042: The Clancy Brothers and Tommy Makem: The Clancy Brothers and Tommy Makem
- TLP 1043: Carolyn Hester: Carolyn Hester  1961
- TLP 1044: Tommy Makem: Songs of Tommy Makem